# Reálné gymnázium na Královských Vinohradech
Reálné gymnázium na Královských Vinohradech (I. státní reálka na Královských Vinohradech) je zrušená střední škola, která se nacházela v ulici Na Smetance. V její památkově chráněné budově sídlí Základní škola.

## Historie
Školní budova pro obecnou chlapeckou a dívčí školu a měšťanskou chlapeckou v ulici Na Smetance byla slavnostně otevřena a vysvěcena 16. září 1888 (zbudována nákladem 263.327 zlatých a 16 krejcarů). Roku 1895 byla na Vinohradech povolena reálná škola a pro obě obecné školy byla postavena škola nová v městských sadech. K této nové budově roku 1898 přibylo třetí křídlo pro měšťanskou chlapeckou školu, která se sem přestěhovala, a v ulici Na Smetance zůstala jen reálka.
Za 2. světové války se změnila škola na reálné gymnázium. Roku 1944 byla část jeho žáků zatčena a popravena. Téhož roku budovu zabavili Němci pro německou vojenskou nemocnici a studenti tak docházeli do škol v Londýnské, Ječné a Panské. V únoru 1945 byla škola při americkém náletu poškozena a v květnu 1945 se dostala do centra bojů o rozhlas, což připomíná pamětní deska. Oprava náletem poškozené budovy se stihla do konce roku.
Po roce 1948 se ze školní kaple stala tělocvična a roku 1949 bylo gymnázium zrušeno. Budova byla určena pro Základní školu a později k ní přibyl dům dětí a mládeže, taneční konzervatoř a mateřská škola.

## Názvy školy
- Reálné gymnasium, Praha XII. - Vinohrady, Na Smetance 505/1
- původně 1. státní reálka na Královských Vinohradech, Na Smetance 1[2]